# Liste der Bodendenkmäler in Linnich
Die Liste der Bodendenkmäler in Linnich enthält die denkmalgeschützten unterirdischen baulichen Anlagen, Reste oberirdischer baulicher Anlagen, Zeugnisse tierischen und pflanzlichen Lebens und paläontologischen Reste auf dem Gebiet der Stadt Linnich im Kreis Düren in Nordrhein-Westfalen (Stand: Oktober 2020). Diese Bodendenkmäler sind in Teil B der Denkmalliste der Stadt Linnich eingetragen; Grundlage für die Aufnahme ist das Denkmalschutzgesetz Nordrhein-Westfalen (DSchG NRW).
| Bild | Bezeichnung                              | Lage                            | Beschreibung | Bauzeit | Eingetragen seit | Denkmal- nummer |
| ---- | ---------------------------------------- | ------------------------------- | ------------ | ------- | ---------------- | --------------- |
| BW   | Kirche und Gräberfeld St. Peter und Paul | Körrenzig Hauptstraße 79 Karte  |              |         | 15.05.2000       | 3BO             |
| BW   | Motte/Maar                               | Hottorf Maarende Karte          |              |         | 09.09.1981       | 6               |
| BW   | Ringförmige Grabanlage, Alte Burg        | Tetz Karte                      |              |         | 09.09.1981       | 7               |
|      | Ehemalige Burg                           | Tetz Lambertusstraße            |              |         | 26.11.1985       | 60              |
| BW   | Wasserburg Breitenbend                   | Linnich Breitenbender Weg Karte |              |         | 01.10.1998       | 78              |